# Соснівка (Вигоницький район)
Соснівка (рос. Сосновка) — село в Вигоницькому районі Брянської області Російської Федерації.
Населення становить 470 осіб. Входить до складу муніципального утворення Сосновське сільське поселення.

## Історія
Від 2005 року входить до складу муніципального утворення Сосновське сільське поселення.

## Населення
| 2010 | 2013 |
| ---- | ---- |
| 499  | ↘470 |